# 김산 (1958년)

김산(金山, 1958년 4월 3일~)는 대한민국의 정치인이다. 제47·48대 전라남도 무안군수(2018~, 민선 7·8기)이다. 전라남도 무안군 출생이다.

## 학력
- 운남초등학교
- 망운중학교
- 문태고등학교
- 목포전문대학 지역개발학 전문학사(1979년)
- 5년제 한국방송통신대학교 행정학과 학사(1985년)

## 경력
- 2006.07~2010.06: 제5대 전라남도 무안군의회 의원(초선, 가 선거구)
  - 2008.07~2010.06: 제5대 전라남도 무안군의회 후반기 의회운영기획위원회 위원장
- 2010.07~2014.06: 제6대 전라남도 무안군의회 의원(재선, 가 선거구)
  - 2010.07~2012.06: 제6대 전라남도 무안군의회 전반기 의장
- 2017.12~2018.05: 더불어민주당 전라남도당 무안미래전략특별위원장
- 2018.07~: 제47·48대 민선 7·8기 전라남도 무안군수(초선)
- 2024.08.17 더불어민주당 복당

## 전과
- 교통사고처리특례법위반, 도로교통법위반(음주운전): 벌금 8,000,000원 - 2006년 6월 9일 선고[1]
- 도로교통법위반(음주운전): 벌금 3,000,000원 - 2013년 8월 13일 선고[1]

## 역대 선거 결과
|  | 19.74% |

|  | 21.46% |

|  | 47.50% |

|  | 47.02% |